# Историја Јевреја у Пољској
Историја Јевреја у Пољској сеже уназад преко 1000 година. Пољска је вековима била дом највеће и најзначајније јеврејске заједнице на свету. Пољска је била главни центар јеврејске културе, захваљујући дугом периоду законске верске толеранције и друштвене аутономије. Ово се завршило поделама Пољске које су почеле 1772. године након чега је дошло до дискриминације и прогона Јевреја на територијама које су припале Руском царству. Током Другог светског рата дошло је до готово потпуне геноцидне деструкције пољске јеврејске заједнице од стране нацистичке Немачке и њених сарадника, током немачке окупације Пољске у периоду 1939—1945, и холокауста који је уследио. Од пада комунизма у Пољској дошло је до јеврејског препорода, због кога се одржава годишњи Јеврејски фестивал културе; такође постоје нови студијски програми у пољским средњим школама и универзитетима, али и активан рад синагога — као што је синагога Нозик и Варшавски музеј историје пољских Јевреја.
Од оснивања Краљевине Пољске 1025. године до првих година пољско-литванских заједница које су створене 1569. године, Пољска је била најтолерантнија земља у Европи. Земља је постала уточиште за прогоњене и прогнане европске јеврејске заједнице и дом највеће јеврејске заједнице на свету у то време. Према неким изворима, око три четвртине светских Јевреја живело је у Пољској средином 16. века. Слабљењем Комонвелта и све већим верским сукобима (због протестантске реформације и католичке контрареформације), традиционална толеранција Пољске почела је да се смањује од 17. века па надаље. После поделе Пољске 1795. и уништења Пољске као суверене државе, пољски Јевреји нашли су се под влашћу сила које су учествовале у подели, Руског царства које је доносило све оштрије антисемитске законе, као и Аустроугарске и Краљевине Прусије (која је касније постала део Немачког царства). Ипак, док је Пољска поново стекла независност након Првог светског рата, она је била центар европског јеврејског света са једном од највећих јеврејских заједница на свету од преко 3 милиона. Антисемитизам је био све већи проблем широм Европе у тим годинама, како од стране политичког естаблишмента тако и од опште популације.
Године 1939, на почетку Другог светског рата, Пољска је била подељена између нацистичке Немачке и Совјетског Савеза. Једна петина пољског становништва је страдала током Другог светског рата; 3.000.000 пољских Јевреја убијених у Холокаусту, који су чинили 90% пољских Јевреја, чинили су половину свих Пољака убијених током рата. Иако се Холокауст догодио углавном на територији Пољске под немачком окупацијом, њени грађани нису много сарађивали са нацистима. Сарадња појединих Пољака описана је као мања него у другим окупираним земљама. Статистика израелске комисије за ратне злочине показује да је мање од 0,1% Пољака сарађивало са нацистима. Ставови Пољака према немачким злочинима увелико су се разликовали, неки су ризиковали сопствени живот да би спасли Јевреје или су одбијали да их пријаве нацистима док су, с друге стране, неки били равнодушни или су их уцењивали, а било је и оних који су учествовали у погромима над Јеврејима. Гледано по националности, Пољаци представљају највећи број људи који су спашавали Јевреје током Холокауста.
У послератном периоду, многи од 200.000 преживелих Јевреја регистрованих у Централном комитету пољских Јевреја (од којих је 136.000 стигло из Совјетског Савеза) напустили су Пољску и отишли за државу Израел, Северну Америку или Јужну Америку. Њихов одлазак убрзан је разарањем јеврејских институција, послератним насиљем и непријатељством Комунистичке партије, сукобом религија и приватних предузетништва. Већина преосталих Јевреја напустила је Пољску крајем 1968. као резултат „анти-ционистичке” кампање. После пада комунистичког режима 1989. године, положај пољских Јевреја се нормализовао и онима који су били пољски грађани пре Другог светског рата било је дозвољено да обнове пољско држављанство. Верске институције су оживљене, углавном кроз активности јеврејских фондација из Сједињених Држава. Процењује се да савремена пољска јеврејска заједница има између 10.000 и 20.000 чланова.

## Рана историја до Златног доба: 966—1572.

### Рана историја: 966—1385.
Први Јевреји су стигли на територију модерне Пољске у 10. веку. Путујући трговинским путевима који воде према истоку до Кијева и Бухаре, јеврејски трговци, познати као Раданити, прелазили су Шлеску. Један од њих, дипломата и трговац из маурског града Тортоса у шпанском Ал-Андалусу, познат по свом арапском имену, Ибрахим ибн Јакуб, био је први хроничар који је споменуо пољску државу којом је владао кнез Мјешко I Пјаст. У лето 965. године или 966. Јакуб је обавио трговачко и дипломатско путовање од родног Толеда у муслиманској Шпанији до Светог римског царства и словенских земаља . Прво стварно спомињање Јевреја у пољским хроникама појављује се у 11. веку. Чини се да су Јевреји тада живели у Гњезну, у то време главном граду пољског краљевства династије Пјаст. Међу првим Јеврејима који су стигли у Пољску (1097. или 1098) били су протерани из Прага. Прву сталну јеврејску заједницу помиње 1085. године јеврејски научник Јехуда ха-Кохен у граду Пшемисл.
Као и свуда у Средњој и Источној Европи, главна активност Јевреја у средњовековној Пољској била је трговина, укључујући извоз и увоз добара као што су платно, лан, крзно, кожа, восак, метални предмети и робови
Прва велика јеврејска емиграција из западне Европе у Пољску догодила се у време Првог крсташког рата 1098. године. Под Болеславом III (1102—1139), Јевреји, охрабрени толерантним режимом овог владара, населили су се широм Пољске, укључујући и преко границе на литванској територији до Кијева. Болеслав III је препознао корисност Јевреја у развоју комерцијалних интереса своје земље. Јевреји су постали окосница пољске економије. Мјешко III Пјаст је ангажовао Јевреје у његовој ковници као гравере и техничаре, а ковани новац у том периоду чак носи и хебрејске ознаке. Јевреји су радили на комисији за ковнице других савремених пољских принчева, укључујући Казимира Праведног, Болеслава I Високог и Владислава III. Јевреји су уживали у миру и благостању у многим кнежевинама на које је земља тада била подељена; формирали су средњу класу у земљи у којој су се становништво састојало од земљопоседника и сељака, и били су кључни у промовисању комерцијалних интереса земље.
Други фактор за емигрирање Јевреја у Пољску била су Магдебуршка права, или Магдебуршко право, повеља дата Јеврејима, између осталог, која је посебно назначила права и привилегије за Јевреје који су долазили у Пољску. На пример, они су могли да дефинишу економске конкуренте и да успоставе монополе. Ово се учинило веома привлачним за јеврејске заједнице да се покрену и преселе у Пољску.
Толерантну ситуацију постепено је мењала римокатоличка црква с једне стране и суседне немачке државе с друге. Међутим, међу владајућим принчевима било је одређених заштитника јеврејских становника, који су сматрали да је присуство ових људи најпожељније што се тиче економског развоја земље. Истакнути међу таквим владарима био је Болеслав Побожни, принц Велике Пољске. Уз сагласност класних представника и виших званичника, 1264. године издао је општу повељу о јеврејским слободама, Статут Калиса, који је свим Јеврејима дао слободу обожавања, трговине и путовања. Сличне привилегије додељене су шлеским Јеврејима од стране локалних принчева, принца Хенрија Проба из Вроцлава 1273—90, Хенрија Глогова 1274. и 1299, Хенрија Легничког 1290—95 и Болка из Легнице и Вроцлава 1295.
Током следећих стотину година, Црква се залагала за прогон Јевреја док су их владари Пољске обично штитили. Чланови Парламента су сегрегирали Јевреје, наредили им да носе посебан амблем, забранили им да држе канцеларије где би им хришћани били подређени и забранили им да граде више од једне молитвене куће у сваком граду. Међутим, тим црквеним декретима била је потребна сарадња пољских кнезова за извршење, што генерално није било могуће, због профита која је јеврејска економска активност дала принчевима.
Године 1332, краљ Казимир III од Пољске (1303—1370) појачао је и проширио Болеславову стару повељу новим статутом. Под његовом владавином, таласи јеврејских имиграната су се кретали на исток ка Пољској и јеврејска насеља први пут се спомињу као постојећа у Лвову (1356), Сандомирзу (1367) и близу Кракова (1386). Казимир, који је према легенди имао јеврејску љубавницу по имену Естерка из Опочног
, био је посебно пријатељски према Јеврејима, а његова владавина се сматра као доба великог просперитета за пољско јеврејство, а надимак су му дали његови савременици "Краљ кметова и Јевреја. " Он је давао тешке казне за скрнављење јеврејских гробља. Године 1348, забележена је прва оптужба против Јевреја у Пољској због крвних клевета, а 1367. године први погром се догодио у Познању. Међутим, у поређењу са немилосрдним уништавањем њихових религиозних припадника у Западној Европи, пољски Јевреји нису лоше пролазили па су чак и јеврејски Немци побегли у гостољубиве градове у Пољској.

### 1385—1505.
Као резултат брака Владислава II Јагелом са Јадвигом, кћерком Лајоша I Анжујског из Мађарске, Литванија је била уједињена са краљевством Пољске. Године 1388-1389, широке привилегије су се прошириле на литванске Јевреје, укључујући слободу вероисповести и трговину под једнаким условима са хришћанима. Под владавином Владислава II, пољски Јевреји су се повећали и достигли просперитет. Међутим, религиозно прогонство постепено се повећавало, пошто је догматско свештенство инсистирало на мање званичне толеранције, на коју је вршила притисак Конвенција. Године 1349, погроми су се одиграли у многим градовима у Шлеској. Свештеници су оптуживали Јевреје за клевете и поспешивали нове нереде против њих у Познању 1399. године. Оптужбе за клевету од стране другог фанатичног свештеника довеле су до нереда у Кракову 1407. године, иако је краљевска стража пожурила да спасе људе. Хистерија узрокована кугом, довела је до додатних појава насиља против Јевреја из 14. века у Калишу, Кракову и Бохнији. Трговци и занатлије који су били љубоморни на јеврејски просперитет, бојећи се супарништва подржавали су узнемиравање. Године 1423. Статут забранио је Јеврејима одобравање зајмова против акредитивима или хипотеке и ограничио њихово пословање искључиво на зајмове дате на осигурање покретне имовине . У 14. и 15. веку богати јеврејски трговци и ловци изнајмљивали су краљевску кованицу, руднике соли и прикупљање царина и путарина. Најпознатији од њих били су Јордан и његов син Левко из Кракова у 14. веку и Јакуб Сломкович Лук, Волжко Дрохобиц, Натко Лвов, Самсон Зидазов, Јоско Хрубијесзов и Сзаниа Белз у 15. веку. На пример, Волжко из Дрохобица, брокер краља Ладислава Јагела, био је власник неколико села у русинском војводству и соје (управник) села Вербиз. И Јевреји из Гродна су у том периоду били власници села, двораца, ливада, рибњака и млинова. Међутим, до краја 15. века пољопривреда као извор прихода имала је само малу улогу међу јеврејским породицама. Важнији су били занати за потребе и њихових колега Јевреја и хришћанске популације (прављење крзна, штављење, кројење).
Године 1454, почели су немири у етнички-немачком Вроцлаву и другим градовима у Чешкој, инспирисани фрањевачким фратром, Иваном Капистраном, који је оптуживао Јевреје да оповргавају хришћанску религију. Као резултат тога, Јевреји су протерани из Доње Шлезије. Онда се то десило у Кракову и неколико других градова, у мањој мери. Године 1495. Јевреји су хтели да изађу из центра Кракова и да им се дозволи да се населе у "јеврејском граду" Казимијерз. Исте године, Александар Јагијелон, пратећи пример шпанских владара из 1492. године, протерао је Јевреје из Литваније. Неколико година су се склањали у Пољску док нису добили дозволу за повратак у Велико Војводство Литваније 1503.
Опадање статуса Јевреја накратко је спровођено за време владавине Казимира IV Јагелоњанин (1447—1492). Између осталог, укинуо је древне привилегије Јевреја "као супротност божанском праву и закону земље". Ипак, краљ је наставио да пружа своју заштиту Јеврејима. Две године касније, Казимир је објавио још један документ у којем се наводи да не може лишити Јевреје његове доброхотности на основу "принципа толеранције који је у складу са Божјим законима где га је обавезао да их заштити". Политика владе према Јеврејима Пољске осцилирала је под Казимировим синовима и наследницима, Иваном I Албертом (1492—1501) и Александром Јагелонским (1501—1506). Потоњи је 1495. године донео одлуку о протеривању Јевреја из Великог Војводства Литваније, када је био велики војвода Литве, али је преокренуо своју одлуку осам година касније, након што је постао краљ Пољске. Наредне године је објавио проглас у којем је изјавио да политика толеранције одговара "краљевима и владарима".

### 1505—1572.
Пољска је постала толерантнија баш кад су Јевреји истерани из Шпаније 1492. године, као и из Аустрије, Мађарске и Немачке, чиме је стимулисала јеврејску имиграцију на много приступачнију Пољску. Заиста, прогоном Јевреја из Шпаније, Пољска је постала признато уточиште за прогнанике из западне Европе; и приступање у редове пољског Јевреја учинило га је културним и духовним центром јеврејског народа.
Најнапреднији период за пољске Јевреје почео је да прати овај нови прилив Јевреја у време владавине Сигисмунда I Старог (1506—1548), који је штитио Јевреје у свом царству. Његов син, Сигисмунд II Август (1548—1572), углавном је следио толерантну политику свог оца и такође је дао Јеврејима аутономију комуналне управе и поставио темеље за моћ Кахала. Овај период је довео до стварања изреке да је Пољска "рај за Јевреје". Према неким изворима, око три четвртине свих Јевреја живело је у Пољској средином 16. века . Средином 16. века Пољска је дочекала јеврејске придошлице из Италије и Турске, углавном сефардског порекла. Јеврејски религиозни живот је напредовао у многим пољским заједницама. Године 1503, пољска монархија именовала је рабина Јакоба Полака, за званичног рабина Пољске, означавајући појаву главног рабината. До 1551. Јеврејима је било дозвољено да изаберу свог главног рабина. Главни рабин је имао власт над законом и финансијама, именовањем судија и других званичника. Неке власти су биле подељене са локалним већима. Пољска влада је дозволила рабину да расте на власти, да користи власт за сврху наплате пореза. Само 30% новца сакупљеног од рабината служило је јеврејским узроцима а остали новац је ишао у Парламент ради заштите. У том периоду Пољска и Литванија су постале главно средиште за јеврејство ашкеназа.

## Пољско-литванска заједница: 1572—1795.
После смрти Сигисмунда Аугуста, пољски и литвански племићи окупили су се 1573. у Варшави и потписали документ у којем су свим представницима свих главних религија обећали међусобну подршку и толеранцију. Следећих осам или девет деценија материјалног просперитета и релативне безбедности које су искусили пољски Јевреји — написао је професор Гершон Хундерт — сведочи о појави "виртуелне галаксије искричавих интелектуалних личности". Јеврејске академије су основане у Лублину, Кракову, Бриску, Лвову, Острогу и другим градовима. Пољска и Литванија су биле једине земље у Европи у којима су Јевреји култивисали своја интересовања.

### Козачки устанак
Године 1648, Комонвелт је уништен у неколико сукоба, у којима је земља изгубила више од трећине свог становништва (преко три милиона људи). Губици Јевреја рачунали су у стотинама хиљада. Први од ових великих злочина био је Устанак Богдана Хмељницког, у којем су козаци масакрирали на десетине хиљада Јевреја и католичких Пољака у источним и јужним областима које је контролисала (данашња Украјина). Тачан број погинулих није познат, али се смањење јеврејске популације у овом периоду процењује на 100.000 до 200.000, што укључује и емиграцију, смрт од болести и заточеништва у Османском царству. Јеврејска заједница је много трпела током козачког устанка 1648. године који је био усмерен првенствено против пољског племства. Јевреји, сматрани савезницима племства, такође су били жртве побуне, током којих је око 20% њих убијено.
Пољско краљевство које је већ патило од Хмељничког устанка и од поновљених инвазија Руса, кримских Татара и Османлија, постало је поприште још више злочина. Шведски краљ Карл X Густаф Шведски, на челу своје победничке војске, прегазио је градове Краков и Варшаву. Количина уништавања, пљачке и пљачке током опсаде Кракова (1657) била је тако огромна да се делови града никада више нису опоравили. Пољски генерал Стефан Чарњецки поразио је Швеђане 1660. године. Био је подједнако успешан у својим борбама против Руса. У међувремену, ужаси рата су погоршани кугом. Многи Јевреји заједно са становницима Калиса, Кракова, Познаља, Пјотркова и Лублина су постали жртве понављајућих епидемија.
Чим су опасности престале, Јевреји су почели да се враћају и поново граде своје уништене домове; иако је истина да се јеврејско становништво у Пољској смањило, ипак је било много више него јеврејске колоније у западној Европи. Пољска је и даље духовни центар јудаизма. Током 1698. године, пољски краљеви су генерално подржавали Јевреје. Такође треба напоменути да, иако су губици Јевреја у тим догађајима били високи, неки историчари процењују да су били близу 500.000, Комонвелт је изгубио трећину свог становништва — око три милиона својих грађана.
"Извештаји о романсама, о заједничком пићу у тавернама и интелектуалним разговорима су били прилично обилни." Богати Јевреји имали су пољске племиће за својим столом и сервирали оброке на сребрним тањирима. До 1764. године било је око 750.000 Јевреја у пољско-литванској заједници. Јеврејска популација широм света у то време процењена је на 1,2 милиона. Године 1768. побуна Колијевштине на западу од Дњепра на Вољији довела је до жестоког убиства пољских племића, католичких свештеника и хиљада Јевреја. Четири године касније, 1772. године, између Русије, Прусије и Аустрије почела је војна подела Пољске.

## Развој јудаизма у Пољској и Комонвелту
Култура и интелектуални учинак јеврејске заједнице у Пољској имао је дубок утицај на јудаизам у целини. Неки јеврејски историчари су испричали да је реч Пољска изговорена као Поланија или Полин на хебрејском, а транслитерација на хебрејском име за Пољску је тумачено као "добра знамења" јер се Поланија може поделити на три хебрејске речи: по ("овде") "), лан (" пребива "), иа (" Бог "), и Полин у две речи: по (" овде ") лин (" [треба да станете “). Током владавине Сигисмунда Старог до нацистичког холокауста, Пољска је била у средишту јеврејског религијског живота. Многи су се сложили са рабином Давидом бен Шему'ел ха-Леви да је Пољска место где "већину времена незнабошци не штете; напротив, они раде добро од Израела" (Дивре Давид; 1689).

### Јеврејско учење и образовање
Јешива је успостављена, под управом рабина, у истакнутијим заједницама. Такве школе су званично биле познате као гимназије, а њихови директори као ректори. Постојале такве школе у Кракову, Познању и другим градовима. Јеврејске штампарије су настале у првој четвртини 16. века. Године 1530, у Кракову је штампано хебрејско Петокњижје (Тора); а крајем века јеврејске штампарије тог града и Лублина издале су велики број јеврејских књига, углавном верског карактера. Раст Талмудске стипендије у Пољској био је у складу са већим просперитетом пољских Јевреја; и због њихове заједничке аутономије, развој образовања био је потпуно једностран. Међутим, забележени су изузеци, где јеврејска омладина тражила секуларну наставу на европским универзитетима. Учени рабини нису постали само тумачи Закона, већ и духовни саветници, наставници, судије и законодавци; и њихов ауторитет је приморао општинске вође да се упознају са нејасним питањима јеврејског права. Пољски Јевреји су пронашли свој поглед на живот обликован духом талмудске и рабинске литературе, чији се утицај осећао у дому, школи и синагоги.
У првој половини 16. века, семена талмудског учења су пренесена у Пољску из Бохемије, посебно из школе Јакоба Полака. Шалом Шахна (око 1500—1558), ученик Полакла, убраја се међу пионире Талмудског учења у Пољској. Живео је и умро у Лублину. Његов син Израел постао је Лублински рабин после смрти његовог оца, а Шаломов ученик Мосес Исерлес (1520—1572) постигао је међународни углед међу Јеврејима као коаутор Кодекса јеврејског права “. Његов савременик и дописник Соломон Лурија (1510—1573) у Лублину такође је уживао велики углед међу својим религиозним ученицима; и Јевреји су признали ауторитет обојице широм Европе.

### Успон хасидизма
Деценију од успона козака све до шведског рата (1648—1658) оставило је дубок и трајан утисак не само на друштвени живот пољско-литванских Јевреја, већ и на њихов духовни живот. Смањен је интелектуални учинак Јевреја у Пољској. Талмудско учење које је до тог периода било уобичајено за већину људи постало је доступно само ограниченом броју ученика. Религијска студија је постала претерано формализована, неки рабини су се бавили темама које се тичу религијских закона; други су писали коментаре о различитим деловима Талмуда у којима су се расправљали и расправљали о аргументима; и повремено ови аргументи нису били од практичног значаја. У исто време, многи чудотворци су се појавили међу Јеврејима у Пољској, што је кулминирало низом лажних "месијанских" покрета, од којих је најпознатија чињеница да је сабатинизам наследио Франкизам.
У ово време мистицизма и претерано формалног рабинизма дошла су учења Израела бен Елијезера, позната као Бал Шем Тов, (1698—1760), што је имало дубок утицај на Јевреје Источне Европе и Пољске посебно. Његови ученици су подучавали и охрабривали ортодоксну религију засновану на Кабали, познату као хасидизам. Успон Хасидског јудаизма у границама Пољске и шире, имао је великог утицаја на успон Хареди јудаизма (ортодоксни јудаизам) широм света, са сталним утицајем кроз многе Хасидске династије.

## Подела Пољске
Године 1742, већина Шлезија је била изгубљена од Прусије. Даљи неред и анархија владали су у Пољској током друге половине 18. века, од доласка на престон свог последњег краља, Станислава Аугуста Поњатовског 1764. Његов избор је купила Катарина Велика за 2,5 милиона рубаља, са Руском војском која се налазила само три миље од Варшаве. Осам година касније крајње покрајине Пољске биле су преплављене са свих страна различитим војним снагама и подељене по први пут од стране три суседне империје, Русије, Аустрије, и Прусија. Комонвелт је изгубио 30% своје земље током анексије 1772. године, па чак и више од својих народа. Јевреји су били најбројнији на територијама које су биле под војном контролом Аустрије и Русије.
Стални савет руске владе (1773—1788) служио је као највиши управни суд и бавио се израдом плана који би учинио практичном реорганизацију Пољске на рационалнијој основи. Прогресивни елементи у пољском друштву препознали су хитност популарног образовања као први корак ка реформи. Позната Комисија за народно образовање, прво министарство образовања у свету, основана је 1773. године која је основала бројне нове школе и преуредило старе. Један од чланова комисије, канцлерз Андржеј Замојски, заједно с другима, захтевао је да се зајамчи неповредивост лица и имовине и да се верска толеранција у одређеној мери одобри; али он је инсистирао да Јевреји који живе у градовима треба да буду одвојени од хришћана, да они који немају одређену окупацију треба да буду протерани из краљевства и да чак и онима који се баве пољопривредом не треба дозволити да поседују земљу. С друге стране, неки интелектуалци предложили су национални систем власти, грађанску и политичку једнакост Јевреја. То је био једини пример у модерној Европи пре Француске револуције у толеранцији и широком мишљењу у решавању јеврејског питања. Али све ове реформе су биле донесене прекасно: руска војска је убрзо напала Пољску, а убрзо је уследио и пруски напад.
Друга подела Пољске направљена је 17. јула 1793. године. Јевреји, у јеврејском пуку на челу са Береком Јоселевичем, учествовали су у устанку Кошћукова следеће године, када су Пољаци поново покушали да постигну независност, али су били брутално потиснути. Након побуне дошло је до треће и последње поделе Пољске 1795. године. Територије које су укључивале велику већину јеврејског становништва пребачене су у Русију и тако су постале субјекти те империје.
Под страном влашћу многи Јевреји који су насељавали раније пољске земље били су индиферентни према пољским тежњама за независношћу. Међутим, већина пољских Јевреја подржавала је револуционарне активности пољских патриота и учествовала у националним устанцима. Пољски Јевреји су учествовали у новембарској побуни од 1830. до 1831. године, у јануару 1863. године, као и у револуционарном покрету 1905. године. Многи пољски Јевреји били су уписани у пољске легије, које су се бориле за пољску независност, постигнуту 1918. године док су се окупаторске снаге су се распале након Првог светског рата.

## Јевреји Пољске у оквиру Руске империје (1795—1918)
Службена руска политика се на крају показала као знатно оштрија према Јеврејима од оне под независном пољском владавином. Територије које су некада биле део Пољска требало је да остану дом многих Јевреја, јер је 1772. године Катарина Велика, руска царица, успоставила Пале насеља (четврти за Јевреје), ограничавајући Јевреје на западне делове царства иако је искључила неке области у којима су Јевреји претходно живели. Крајем 19. века у Палама би живело преко четири милиона Јевреја.
Царичина политика према Јеврејима у Пољској мењала се између оштрих правила и подстицаја којима је циљ био да се прекине отпор преобраћању великих размера. Године 1804, Александар I Павлович од Русије је издао "Статут о Јеврејима", који је имао за циљ убрзање процеса асимилације новог јеврејског становништва Империје. Пољским Јеврејима је било дозвољено да оснивају школе са руским, немачким или пољским курикулумом. Они су могли да поседују земљу на територијама које су припојене Пољској. Међутим, такође им је било забрањено давање у закуп имовине, учење на јидиш језику и улазак у Русију. Забрањен им је био рад у пиварској индустрији. Најгрубље мере које су намеравале да приморају Јевреје да се споје у друштво у целини позвале су на њихово протеривање из малих села, присиљавајући их да се преселе у градове. Када је почело пресељење, хиљаде Јевреја изгубило је свој једини извор прихода и обратило се Кахалу (Веће ашкенаских Јевреја) за подршку. Њихови животни услови на Палама су се драматично погоршали.
Током владавине цара Николе Павловича, кога су Јевреји познавали као "Хаман Други", усвојене су стотине нових анти-јеврејских мера. Одлука цара из 1827. године — уз укидање традиционалног двоструког опорезивања за Јевреје уместо војне службе — учинила је Јевреје предметом општег закона о војном запошљавању који је захтевао од јеврејских заједница да обезбеде 7 регрута за сваких 1000 "душа" сваке 4 године. За разлику од опште популације која је морала да обезбеди регруте између 18 и 35 година, Јевреји су морали да регрутују децу између 12 и 25 година, на основу дискреционог права Кахала (Веће ашкенаских Јевреја). Тако је између 1827. и 1857. године у тзв. Кантонистичким школама смештено преко 30.000 деце, где су били присиљени да се преобрате. "Многа деца су кријумчарена у Пољску, где регрутација Јевреја није ступила на снагу до 1844."
Правило зонирања је суспендовано током кримског рата, када је војна обавеза постала годишња. Током овог периода вође хаскала би ангажовали отмичаре јер су многи потенцијални регрути радије бежали него што би се добровољно предали. У случају неиспуњених квота, млађи јеврејски дечаци од осам година, па чак и млађи, често су били узимани. Званична политика Русије била је да подстакне прелазак јеврејских кантониста у државну религију православног хришћанства а јеврејски дечаци су били присиљени на крштење. Како је кашрут храна била недоступна, били су суочени са неопходношћу напуштања јеврејских дијететских закона. Полицијски католици били су подвргнути сличном притиску да се обрате и асимилирају зато што је Руско царство било непријатељско према католицизму и пољском национализму.

### Хаскале у Руском царству
Културна и уобичајена изолација Јевреја постепено је почела да се разједа. Све већи број јеврејског народа усвојио је руски језик и обичаје. Руско образовање се проширило међу јеврејском популацијом. Појавио се један број јеврејско-руских часописа.
Александар II је био познат као "царски ослободилац" за укидање кметства у Русији 1861. године. Под његовом управом јеврејски народ није могао да запосли хришћанске слуге, није могао да поседује земљу и био је ограничен за путовања.
Александар III је био чврст реакционар и антисемит ) који се строго придржавао старе доктрине православља, аутократије и националности. Његова ескалација анти-јеврејске политике настојала је да запали "популарни антисемитизам", који је приказивао Јевреје као "убице Христа" и угњетаче словенских, хришћанских жртава.
Велики талас анти-јеврејских погрома захватио је Украјину 1881. године, након што су Јевреји оптужени за убиство Александра II.1881. године било је погрома у 166 украјинских градова, хиљаде јеврејских домова је уништено, многе породице су се свеле на екстремне нивое сиромаштва, велики број мушкараца, жена и деце је повређено а неки су и убијени. Догађаји на југу још једном су подсетили пажњу владе на јеврејско питање. У Министарству унутрашњих послова сазвана је конференција, а 15. маја 1882. године уведени су такозвани Привремени прописи који су остали на снази више од тридесет година и постали познати као Мајски закони.
Репресивно законодавство је више пута ревидирано. Многи историчари су приметили сагласност ових државних антисемитских политика са таласима погрома који су се наставили све до 1884. године, уз барем прећутно знање владе, а у неким случајевима полицајци су виђени и подстицали или се прикључивали руљи.
Године 1887, квоте састављене за број Јевреја у средњошколском и високом образовању су биле на 10% унутар Пала, 5% изван Пала. Било је могуће избећи ова ограничења у погледу средњег образовања комбиновањем приватне наставе са испитом са звањем као "ванредни ученик". Сходно томе, унутар Пала такви изван ученици били су готово потпуно млади људи. Ограничења која се односе на образовање, традиционално високо цењена у јеврејским заједницама, резултирала су амбицијом да се истакне над вршњацима и повећала се стопа емиграције. Влада је ограничавала Јевреје да улазе у професију закона, ограничавајући број Јевреја који су примљени у адвокатску комору.
Године 1886, спроведен је едикт о протеривању историјског јеврејског становништва у Кијев. Већина Јевреја је протерана из Москве 1891. године а новоизграђену синагогу затвориле су градске власти. Цар Александар III је одбио да ограничи репресивне праксе и наводно је навео: "Али никада не смемо заборавити да су Јевреји разапели нашег Учитеља и пролили његову драгоцену крв."
Године 1892, нове мере забраниле су учешће Јевреја на локалним изборима упркос великом броју у многим градовима на Палама. Градски прописи забранили су Јеврејима право да бирају или буду бирани у граду Думас. Само малом броју Јевреја било је дозвољено да буду чланови градске думе, путем именовања од стране посебних комисија.
Током касног 19. и почетка 20. века, Руско царство је имало не само највећу јеврејску популацију на свету, већ и већину светских Јевреја који живе унутар њених граница. Године 1897, према руском попису из 1897. године, укупна јеврејска популација Русије је била 5.189.401 особа оба пола (4,13% од укупног становништва). Од тог броја, 93,9% је живело у 25 провинција Пале насеља. Укупна популација у Пала насељима износила је 42.338.367 — од тога, 4.805.354 (11,5%) су били Јевреји.
Око 450.000 јеврејских војника је служило у руској војсци током Првог светског рата и борило се раме уз раме са својим словенским колегама. Када су стотине хиљада избеглица из Пољске и Литваније, међу којима је било и безброј Јевреја, побегло у терору пре непријатељске инвазије, Пале насеља су де факто престала да постоје. Већина ограничења образовања Јевреја уклоњена је именовањем грофа Павла Игнатјева за министра образовања.

### Политика на пољској територији
Крајем 19. века, основао се већи број политичких покрета унутар саме јеврејске заједнице, покривајући широк спектар гледишта и борећи се за гласове на локалним и регионалним изборима. Ционизам је постао веома популаран са појавом социјалистичке партије Поале Зион, као и религиозног пољског Мизрахија и све популарнијег генералног циониста. Јевреји су такође преузели социјализам, формирајући синдикат Бунд који је подржао асимилацију и права на рад. Народна партија залагала се, са своје стране, за културну аутономију и отпор према асимилацији. Године 1912, Агудат Израел, религиозна партија, је настала.
Многи Јевреји су учествовали у пољским устанцима, посебно против Русије (пошто су Руси веома дискриминисали Јевреје).
До краја 19. века, 14% пољских грађана су били Јевреји. Јевреји су учествовали у својим верским заједницама, као и у локалној и федералној влади. У пољском Сејму било је неколико истакнутих јеврејских политичара, као што су Аполинари Хартглас и Јичак Груенбаум. Многе јеврејске политичке партије биле су активне и представљале су широк идеолошки спектар, од циониста, до социјалиста до анти-циониста. Једна од највећих партија била је Бунд, која је била најјача у Варшави и Лођу.
Поред социјалиста, популарне су биле и ционистичке партије, посебно марксистичка Поале Зион и православни верски пољски Мизрахи. Генерална ционистичка партија постала је најистакнутија јеврејска странка у међуратном периоду и на изборима 1919. године за први пољски парламент, добила је 50% гласова Јевреја.
Немачки ционист Мак Боденхајмер основао је 1914. године краткотрајни немачки Комитет за ослобађање руских Јевреја, са циљем успостављања тампонске државе у оквиру јеврејских Пале насеља, састављене од бивших пољских провинција које су припојене Русији. План, познат као Лига источноевропских држава, ускоро се показао непопуларним и код немачких званичника и код Боденхајмерових колега. Боденхајмер је нађен мртав наредне године.

## Међуратни период 1918—1939.
Док је већина пољских Јевреја била неутрална према идеји пољске државе, многи су одиграли значајну улогу у борби за независност Пољске током Првог светског рата; око 650 Јевреја придружило се војсци, више од свих осталих мањина заједно. Истакнути Јевреји били су међу члановима привремене владе поново настале суверене Пољске. Једна јеврејска организација током рата која се противила пољским аспирацијама била је Комитет фур ден Остен (Комитет за Исток) коју су основали немачки јеврејски активисти, који су промовисали идеју да Јевреји на истоку постану "предводници немачког експанзионизма" као "поуздани вазали Немачке" против других етничких група у региону  и служећи као "живи зид против сепаратиста Пољака" .
После Првог светског рата локализовани сукоби су захватили источну Европу између 1917. и 1919. године. Многи напади су били покренути против Јевреја током Руског грађанског рата, Пољско-украјинског рата и Пољско-совјетског рата који је завршио Ричким споразумом. Скоро половина јеврејских мушкараца за које се сматрало да су подржавали бољшевичку Русију у овим инцидентима била је у својим двадесетим годинама. Непосредно након завршетка Првог светског рата, Запад је постао узнемирен извештајима о наводним масовним погромима у Пољској против Јевреја. Притисак на владину акцију стигао је до тачке у којој је амерички председник Вудро Вилсон послао званичну комисију да истражи ово питање. Комисија, коју је предводио Хенри Моргентау, закључио је у свом извештају да су оптужбе о погромима претеране. Он је идентификовао осам инцидената у годинама 1918—1919 од 37 углавном празних захтева за накнаду штете, и проценио је број жртава на 280. Четири од њих приписане су поступцима дезертера и недисциплинованих појединачних војника; ниједна није окривљена за званичну владину политику. Међу инцидентима, током битке за Пинск, командант пољског пешачког пука оптужио је групу јеврејских мушкараца за заверу против Пољака и наредио погубљење тридесет пет јеврејских мушкараца и младих. У извештају утврђено је да је оптужба "лишена темеља" иако је њихов састанак био незаконит у мери у којој је био издајнички. У логору Лвов, који је постојао 1918. године током пољско-украјинског рата за независност, дан након што су Пољаци заробили Лвов — закључено је да је 64 Јевреја убијено . У Варшави су војници Плаве армије напали Јевреје на улицама, али су их војне власти казниле. За многе друге догађаје у Пољској касније је утврђено да су преувеличани, посебно од стране савремених новина као што је Њујорк Тајмс, иако су се озбиљне злоупотребе против Јевреја, укључујући погроми, наставили другде, посебно у Украјини. Горе поменути злочини које је починила млада пољска војска и њени савезници 1919. године током њихове операције у Кијеву против бољшевика, имали су дубок утицај на спознају о поновном настајању пољске државе. Резултат забринутости око судбине пољских Јевреја био је низ експлицитних клаузула у Версајском уговору које су потписале западне силе, и председник Падеревски, штитећи права мањина у новој Пољској укључујући и Немце. Године 1921, пољски Устав из марта дао је Јеврејима иста законска права као и други грађани и гарантовао им је верску толеранцију и слободу обележавања верских празника.
Број Јевреја који су емигрирали у Пољску из Украјине и Совјетске Русије током међуратног периода брзо је растао. Јеврејско становништво на подручју бившег пољског конгреса повећало се седам пута између 1816. и 1921. године, са око 213.000 на око 1.500.000 . Према пољском националном попису из 1921. године, у Другој пољској Републици живело је 2.845.364 Јевреја; али, до краја 1938. тај број је порастао за више од 16% на приближно 3.310.000. Просечна стопа трајног насељавања је око 30.000 годишње. У исто време, сваке године је око 100.000 Јевреја пролазило кроз Пољску у незваничној емиграцији у иностранству. Од краја пољско-совјетског рата до краја 1938. године, јеврејско становништво у Републици порасло је за више од 464.000.

### Јеврејска и пољска култура
Независна Друга Пољска Република имала је велику и живу јеврејску мањину. До почетка Другог светског рата, Пољска је имала највећу концентрацију Јевреја у Европи иако су многи пољски Јевреји имали посебну културу и етнички идентитет од католичких Пољака. Неки аутори наводе да се само око 10% пољских Јевреја у међуратном периоду може сматрати "асимилованим", док се више од 80% лако може признати као Јевреји Према националном попису из 1931. године, било је 3.130.581 пољских Јевреја мерено декларацијом своје религије. Процењујући пораст становништва и емиграцију из Пољске између 1931. и 1939. године, године, у Пољској је било 1.347.000 Јевреја од 1. септембра 1939. године (приближно 10% укупног становништва) првенствено у великим и мањим градовима: 77% је живело у градовима и 23% у селима. Они су чинили око 50%, а у неким случајевима чак 70% становништва мањих градова, посебно у источној Пољској. Пре Другог светског рата, јеврејска популација у Лођу бројала је око 233,000, што је отприлике једна трећина градског становништва. Град Лвов (сада у Украјини) имао је трећу највећу јеврејску популацију у Пољској, која је 1939. године имала 110.000 становника (42%). Вилно (сада у Литванији) је имало јеврејску заједницу од скоро 100.000, око 45% од укупног броја градова. Године 1938, јеврејско становништво у Кракову бројало је преко 60.000, или око 25% од укупне популације града. Године 1939, било је 375.000 Јевреја у Варшави или једна трећина градског становништва. Само је Њујорк имао више јеврејских становника него Варшава.
Главне индустрије у којима су били запослени пољски Јевреји били су производња и трговина. У многим областима земље, већина малопродајних предузећа су била у власништву Јевреја, који су понекад били међу најбогатијим члановима њихових заједница. Многи Јевреји су радили и као обућари и кројачи, као иу слободним професијама; доктори (56% свих доктора у Пољској), наставници (43%), новинари (22%) и правници (33%).
Јеврејска омладина и верске групе, разне политичке партије и ционистичке организације, новине и позориште су цветали. Јевреји су поседовали земљиште и некретнине, учествовали у малопродаји и производњи иу извозној индустрији. Њихова верска уверења протезала су се у распону од православног Хасидског јудаизма до либералног јудаизма.
Пољски језик, а не јидиш, све више су користили млади Јевреји из Варшаве који нису имали проблема да се у потпуности идентификују као Јевреји, Варшавци и Пољаци. Јевреји као што је Бруно Шулц, улазили су у мејнстрим пољског друштва, иако су многи мислили да су као посебна националност унутар Пољске. Већина деце је уписана у јеврејске верске школе, које су ограничавале њихову способност да говоре пољски. Као резултат тога, према попису из 1931. године, 79% Јевреја прогласило је јидиш за свој први језик, а само 12% је навело пољски језик, док је преосталих 9% користило хебрејски језик. Насупрот томе, велика већина Јевреја рођених у Немачкој из тог периода говорила је немачки као свој први језик. Током школске године 1937—1938 било је 226 основних школа и дванаест средњих школа, као и четрнаест стручних школа са јидиш или хебрејским као наставним језицима. Јеврејске политичке странке, Социјалистички генерални јеврејски радни синдикат Бунд, као и странке ционистичког десног и левог крила и религиозни конзервативни покрети, биле су заступљене у Сејму (пољском парламенту) као и у регионалним саветима
Јеврејска културна сцена била је посебно жива у Пољској пре Другог светског рата, са бројним јеврејским публикацијама и више од стотину часописа. Аутори на јидишу, нарочито Исак Башевис Зингер, наставили су да стичу међународно признање као класични јеврејски писци; Зингер је освојио 1978. Нобелову награду за књижевност. Други јеврејски аутори тог периода, као што су Бруно Шулц, Јулијан Тувим, Маријан Хемар, Емануел Шлецхтер и Болеслав Лесмијан, као и Конрад Том и Јерзи Јурандот, који су дали важан допринос пољској књижевности.

## Тензије и антисемитизам
Све већи проценат Јевреја у међуратној Пољској живео је одвојено од пољске већине. Године 1921, 74,2% пољских Јевреја навело је јидиш или хебрејски као свој матерњи језик; тај број је порастао на 87% до 1931. године, што је допринело растућим тензијама између Јевреја и Пољака. Јевреји су често били неидентификовани као пољски држављани, што је проблем не само због асимилације приказаног у националним пописима између 1921. и 1931. године, већ и због прилива руских Јевреја који су избегавали прогон - посебно у Украјини, где се током грађанског рата догодило 2.000 погрома, око 30.000 Јевреја је директно масакрирано а укупно је погинуло 150.000. Велики број руских Јевреја емигрирао је у Пољску, јер су по мировном споразуму у Риги имали право да изаберу земљу коју преферирају. Неколико стотина хиљада избеглица придружило се већ бројној јеврејској мањини у Пољској другој републици. Економска нестабилност која је резултат тога, била је огледана у антисемитистичким ставовима у неким медијима; дискриминација, искљученост и насиље на универзитетима; и појављивање "анти-јеврејских одреда" повезаних са неким од десничарских политичких странака. Овакав развој догађаја допринео је већој подршци међу јеврејским заједницама за ционистичке и социјалистичке идеје, заједно са покушајима даље миграције, које је ограничила само британска влада. Посебно, "кампања за емиграцију Јевреја била је заснована не на антисемитизму, већ на објективним друштвеним и економским факторима". Међутим, без обзира на ове промењиве економске и друштвене услове, пораст антисемитске активности у предратној Пољској био је типичан и за антисемитизам који се налазио у другим деловима Европе у то време, развијајући се у ширем контексту у свим другим европским земљама.
Ситуација су се поправила за време владавине Јозефа Пилсудског (1926—1935). Пилсудски је супротставио "етничкој асимилацији" са политиком "асимилације државе": грађане су судили по лојалности држави, а не по националности. Године 1926—1935 биле су позитивно посматране од стране многих пољских Јевреја, чија се ситуација посебно побољшала под кабинетом именованог. Међутим, комбинација различитих фактора, укључујући и Велику депресију, значила је да ситуација јеврејских Пољака никада није била задовољавајућа и опет се погоршала након смрти Пилсудског у мају 1935. коју су многи Јевреји сматрали трагедијом. Јеврејске индустрије су биле негативно погођене развојем масовне производње и појавом робних кућа које су нудиле готове производе. Традиционални извори средстава за живот за процењених 300.000 јеврејских породичних подузећа у земљи почели су да нестају, што је допринело растућем тренду ка изолацији и унутрашњој самодовољности. Тешка ситуација у приватном сектору довела је до раста уписа у високо образовање. Јеврејски студенти су 1923. године чинили 62,9% свих студената стоматологије, 34% медицинских наука, 29,2% филозофије, 24,9% хемије и 22,1% права (26% до 1929) на свим пољским универзитетима. Претпоставља се да су такви непропорционални бројеви вероватни узрок заостатка.
Са утицајем растуће странке политици, антисемитизам је добио нови замах у Пољској и највише се осетио у мањим градовима и у сферама у којима су Јевреји дошли у директан контакт са Пољацима, као што су биле у пољске школе или спортски клубови. Даље академско узнемиравање, као што је увођење гето клупе, које су присиљавале јеврејске студенте да седе у секцијама предаваоница које су резервисане искључиво за њих, анти-јеврејске нереде, и полу-званичне или незваничне квоте уведене 1937. у неким Универзитетима, су преполовили број Јевреја на пољским универзитетима између независности 1918. и касних 1930-их. Ограничења су била толико инклузивна да су Јевреји чинили 20,4% студентског тела од 1928—1937. године а удео се смањио на само 7,5%, од укупне популације од 9,75% Јевреја у земљи према попису из 1931.
Иако су многи Јевреји били образовани, они су били искључени из већине владине бирократије. Велики број се стога окренуо либералним професијама, посебно медицини и праву. Године 1937. католички синдикати пољских лекара и адвоката ограничили су своје нове чланове на хришћанске Пољаке (на сличан начин су Јеврејски синдикати након 1918. искључили нејеврејске професионалце из њихових редова). Највећи број јеврејских радника био је организован у јеврејским синдикатима под утицајем јеврејских социјалиста који су се поделили 1923. да би се прикључили Комунистичкој партији Пољске и Другој интернационали.
Анти-јеврејски осећај у Пољској достигао је зенит у годинама које су довеле до Другог светског рата. Између 1935. и 1937. седамдесет девет Јевреја је убијено, а 500 је повређено у анти-јеврејским инцидентима. Национална политика је била таква да су Јевреји који су углавном радили код куће и у малим продавницама били искључени из социјалних програма. У провинцијском главном граду Чаку, Јевреји су чинили 48,5% разнолике мултиетничке популације од 35.550 Пољака, Украјинаца, Белоруса и других.. Луцк је имао највећу јеврејску заједницу у војводству. У граду Брест 1936. године Јевреји су чинили 41,3% опште популације, а око 80,3% приватних предузећа било је у власништву Јевреја. 32% јеврејских становника Радома такође је уживало профит, са 90% малих предузећа у граду који су поседовали и управљали Јевреји, укључујући браваре, златаре, кројаче, произвођаче шешира, фризере, столаре, кућне мајсторе и инсталатере тапета, обућаре, као и већина пекара .
Национални бојкот јеврејског бизниса и заговарање за њихову конфискацију промовисала је Демократска странка, која је увела појам "хришћанска продавница". Организован је и национални покрет за спречавање Јевреја од клања животиња, са правима животиња као наведеном мотивацијом. Насиље је такође често било усмерено на јеврејске радње, а многе од њих су биле опљачкане. Истовремено, упорни економски бојкоти и узнемиравање, укључујући немире који уништавају имовину, у комбинацији са ефектима Велике депресије који су били веома озбиљни за пољопривредне земље попут Пољске, смањили су животни стандард Пољака и пољских Јевреја до те мере да је крајем тридесетих година велики део пољских Јевреја живео у сиромаштву. Као резултат тога, уочи Другог светског рата, јеврејска заједница у Пољској била је велика и живахна интерно, али (са изузетком неколико професионалаца) такође знатно сиромашнија и мање интегрисана од Јевреја у већем делу западне Европе.
Главни напор антисемитизма у Пољској у то време био је мотивисан католичким верским уверењима и вековним митовима као што је крвна клевета. Овај религиозни антисемитизам се понекад придружио ултра-националистичком стереотипу о Јеврејима као нелојалном пољском народу. Уочи Другог светског рата, многи типични пољски хришћани су веровали да је превише Јевреја у земљи, а пољска влада се све више бавила "јеврејским питањем". Неки политичари су били за масовну јеврејску емиграцију из Пољске.
У време немачке инвазије 1939. године, антисемитизам је ескалирао, а непријатељство према Јеврејима било је упориште десничарских политичких снага после Пилсудског режима и католичке цркве. Дискриминација и насиље над Јеврејима учинили су пољску јеврејску популацију све сиромашнијом, као што је то био случај у већини централне и источне Европе. Упркос предстојећој претњи Пољској Републици од нацистичке Немачке, мало је напора било видљиво на путу помирења са пољским јеврејским становништвом. У јулу 1939. провладина. Газета Полска је написала: "Чињеница да се наши односи са Рајхом погоршавају не умањује ни најмање деактивацију нашег програма у јеврејском питању — не постоји и не може бити заједнички језик између нашег унутрашњег јеврејског проблема и односа Пољске са Хитлерским Рајхом". Ескалирање непријатељства према пољским Јеврејима и званична жеља пољске владе да уклони Јевреје из Пољске наставила се све до немачке инвазије на Пољску.

## Други светски рат
Број Јевреја у Пољској 1. септембра 1939. године износио је око 3.474.000 људи. Стотину тридесет хиљада војника јеврејског порекла, укључујући главног рабина пољске војске, служило је у пољској војсци при избијању Другог светског рата, и тако је међу првима покренуло оружани отпор против нацистичке Немачке. Током септембарске кампање убијено је око 20.000 јеврејских цивила и 32.216 јеврејских војника, док су Немци заробили 61.000. Већина није преживела. Војници и подофицири који су пуштени на крају су се нашли у нацистичким гетоима и радним логорима и доживели су исту судбину као и други јеврејски цивили у холокаусту који је уследио у Пољској. Године 1939, Јевреји су чинили 30% становништва Варшаве. Доласком рата, јеврејски и пољски грађани Варшаве заједнички су бранили град, одбацујући њихове разлике. Пољски Јевреји су касније служили у готово свим пољским формацијама током читавог Другог светског рата, многи су били убијени или рањени и многи су били награђивани због својих борбених вештина и изузетне службе. Јевреји су се борили са пољским оружаним снагама на Западу, у совјетској формираној Пољској народној армији, као и у неколико подземних организација и били су део пољских партизанских јединица или јеврејских партизанских формација.
Совјетски Савез потписао је 23. августа 1939. пакт са нацистичком Немачком који садржи протокол о подели Пољске (одбијен од стране Совјетског Савеза наредних 50 година). Немачка војска је напала Пољску 1. септембра 1939. а Совјетски Савез је следио нападом на источну Пољску 17. септембра 1939. За неколико седмица, 61,2% пољских Јевреја нашло се под немачком окупацијом, док је 38,8% било заробљено у пољским областима које су анексирали Совјетски Савез. На основу миграције становништва са Запада на Исток током и после немачке инвазије проценат Јевреја под совјетском окупацијом био је знатно виши од националног пописа.
Совјетска анексија била је праћена распрострањеним хапшењима владиних званичника, полиције, војног особља, граничара, учитеља, свештеника, судија итд., Након чега су следили масакри затвореника НКВД-а као и масовне депортације 320.000 пољских држављана у совјетску унутрашњост и робовску службу радним логорима у којима је, као резултат нехуманих услова, отприлике половина њих умрла пре краја рата.
Јеврејске избеглице под совјетском окупацијом нису имале довољно сазнања о томе шта се дешава под Немцима јер совјетски медији нису извештавали о догађајима на територијама које су окупирали њихови нацистички савезници. Многи људи из западне Пољске пријавили су се за повратак у немачку зону, укључујући и богатије Јевреје, као и неке политичке и друштвене активисте из међуратног периода. Уместо тога, НКВД их је означила као "класне непријатеље" и заједно са осталима депортовала у Сибир. Јевреји ухваћени на граничним прелазима или ангажовани у трговини и другим "илегалним" активностима такође су ухапшени и депортовани. Погубљено је неколико хиљада, углавном заробљених пољских војника; неки од њих су Јевреји.
Сва приватна својина и приватна предузећа су национализована; политичка активност је делегализована и хиљаде људи је затворено, многи од њих су касније погубљени. Ционизам, који су Совјети прогласили контрареволуционарним, такође је био забрањен. У само једном дану сви пољски и јеврејски медији су били затворени и замењени новом совјетском штампом, која је водила политичку пропаганду нападајући религију укључујући и јеврејску веру. Синагоге и цркве још нису биле затворене, али су биле опорезоване. Совјетска рубља мале вредности одмах је изједначена са много већим пољским злотом, а крајем 1939. злота је укинута. Већина економских активности постала је предмет централног планирања и ограничења НКВД. Пошто су се јеврејске заједнице више ослањале на трговину и мала предузећа, конфискације имовине имале су већи утицај у односу на општу популацију. Совјетска власт је довела до блиског колапса локалне економије, коју карактеришу недовољне плате и општа несташица роба и материјала. Јевреји су, као и остали становници региона, приметили пад животног стандарда.
Према совјетској политици, етнички Пољаци су отпуштени и ускраћени им је приступ државним службама. Бивши високи званичници и угледни припадници пољске заједнице ухапшени су и прогнани заједно са својим породицама. У исто време, совјетске власти су охрабриле младе јеврејске комунисте да попуне ново испражњена радна места у влади и државној служби.
Док су се већина источних Пољака консолидовала око антисовјетских осећања, део јеврејске популације, заједно са етничким белоруским и украјинским активистима, поздравили су инвазију совјетских снага као заштитнике. Општи осећај међу пољским Јеврејима био је осећај привременог олакшања у избегавању нацистичке окупације у првим недељама рата. Пољски песник и бивши комуниста Александер Ват изјавио је да су Јевреји били склонији да сарађују са Совјетима.
Питање јеврејске сарадње са совјетском окупацијом остаје контроверзно. Неки научници примећују да, иако нису про-комунисти, многи Јевреји виде Совјете као мању претњу у поређењу са немачким нацистима. Они наглашавају да су приче о Јеврејима које дочекују Совјете на улицама, које се јасно памте од многих Пољака из источног дела земље, импресионистички и нису поуздани показатељи нивоа подршке Јеврејима за Совјете. Поред тога, примећено је да су неки етнички полови били тако истакнути као Јевреји у попуњавању цивилних и полицијских положаја у окупационој управи, и да су Јевреји, и цивили и пољска војска, подједнако трпели у рукама совјетских окупатора. Колики год ентузијазам за совјетску окупацију су Јевреји могли да осете, ускоро се распршио када су окупатори осетили утицај потискивања јеврејских друштвених начина живота. Напетости између етничких Пољака и Јевреја, као резултат овог периода, према неким историчарима, одразиле су се на односе између Пољака и Јевреја током читавог рата, стварајући до данашњег дана, слепу улицу пољско-јеврејског зближавања.
Иако је само мали проценат јеврејске заједнице био члан Комунистичке партије Пољске током међуратне ере, заузели су утицајно и упадљиво место у партијском руководству и у рангу главних центара, као што је Варшава, Лођ и Лвов. Већи број млађих Јевреја, често преко про-марксистичког Бунда или неких ционистичких група, били су саосећајни са комунизмом и совјетском Русијом, јер су оба били непријатељи Пољске друге републике. Као резултат ових фактора, након 1939. године било им је лако да учествују у совјетској окупационој управи у источној Пољској и кратко су заузели истакнуте положаје у индустрији, школама, локалној управи, полицији и другим совјетским институцијама. Концепт "јудео-комунизма" је ојачан током периода совјетске окупације.
Било је и Јевреја који су помагали Пољацима током совјетске окупације. Међу хиљадама пољских официра које је убио совјетски НКВД у масакру у Катину било је и 500—600 Јевреја. Од 1939. до 1941. године између 100.000 и 300.000 пољских Јевреја депортовано је из совјетске територије у Совјетски Савез. Неки од њих, посебно пољски комунисти (нпр. Јакуб Берман), су се добровољно преселили; међутим, већина њих је била присилно депортована или затворена у Гулагу. Мали број пољских Јевреја (око 6.000) био је у могућности да напусти Совјетски Савез 1942. године са војском Владиславом Андерсом, међу којима је и будући премијер Израела Менахем Бегин. Током боравка у корпусу пољске војске у британском мандату у Палестини, 67% (2972) јеврејских војника напустило је насеље у Палестини. Генерал Андерс је одлучио да не прогони дезертере и нагласио да су се јеврејски војници који су остали у Сили храбро борили. На гробљу пољских војника који су погинули у бици код Монте Касина налазе се надгробни споменици са Давидовом звездом. Један број јеврејских војника погинуо је и приликом ослобађања Болоње.

## Холокауст у Пољској под окупацијом Немачке
Пољска јеврејска заједница је највише трпела у холокаусту. Током рата страдало је око шест милиона пољских држављана, половина (три милиона) пољских Јевреја — сви осим око 300.000 јеврејске популације — који су убијени у немачким нацистичким логорима за уништавање Аушвица, Треблинке, Мајданка, Белзеца, Собибор, Челмно или су умрли од глади у гету.
Пољска је била место где је проведен немачки нацистички програм за истребљење Јевреја, "коначно решење", будући да је у то време већина европских Јевреја живела у то време (искључујући Совјетски Савез).
Године 1939, неколико стотина синагога је дигнуто у ваздух или спаљено од стране Немаца који су понекад присиљавали Јевреје да то ураде сами. У многим случајевима, Немци су синагоге претворили у фабрике, места забаве, базене или затворе. До краја рата, готово све синагоге у Пољској су уништене. Рабини су добили наређења да плешу и певају у јавности, са својим брадама резаним или подераним. Неки рабини су запаљени или обешени.
Немци су наредили регистрацију свих Јевреја и реч "Јуде" је била означена у њиховим личним картама. Бројна ограничења и забране које се односе на Јевреје уведене су и брутално спроведене. На пример, Јеврејима је било забрањено да ходају тротоарима, користе јавни превоз, улазе у просторе за слободно време, спортске арене, позоришта, музеје и библиотеке. На улици, Јевреји су морали да подигну свој шешир на пролазнике Немце. Крајем 1941. године сви Јевреји у Пољској, окупираној у Немачкој, осим деце, морали су да носе идентификациону значку са плавом Давидовом звездом . Рабини су били понижени у "спектаклима које су организовали немачки војници и полиција", који су своје пушке "искористили за плес у својим молитвеним шаловима". Немци су "разочарани што су Пољаци одбили да сарађују", у покушају успостављања колаборационистичке владе у Пољској ипак, немачки таблоиди рутински су водили антисемитске чланке који су подстицали локално становништво да усвоји став равнодушности према Јеврејима.
Након Операције Барбароса, многи Јевреји у тадашњој Источној Пољској постали су жртве нацистичких одреда смрти под именом Ајнзацгрупе, који су убијали Јевреје, нарочито 1941. године. Потпуни опсег пољског учешћа у масакрима пољске јеврејске заједнице остаје контроверзна тема, делом због одбијања јеврејских вођа да дозволе да се посмртни остаци јеврејских жртава ексхумирају и да се правилно утврди њихов узрок смрти. Пољски институт за национално памћење идентификовао је двадесет два града који су имали погроме сличне Једвабне погрому. Разлози за ове масакре се и даље разматрају, али су укључивали антисемитизам, љутњу због наводне сарадње са совјетским освајачима у пољско-совјетском рату.
Неки јеврејски историчари су писали о негативним ставовима неких Пољака према прогоњеним Јеврејима током Холокауста. Док су чланови католичког свештенства ризиковали своје животе да би помогли Јеврејима, њихови напори су понекад направљени суочени са антисемитским ставовима из црквене хијерархије. Анти-јеврејски ставови су постојали и у пољској влади у изгнанству у Лондону, иако је 18. децембра 1942. председник у изгнанству Владислав Рачкевич, написао драматично писмо папи, молећи га за јавну обрану и убијених Пољака и Јевреја. Упркос увођењу смртне казне која се протеже на читаве породице спасилаца, број пољских праведника међу народима сведочи о чињеници да су Пољаци били спремни да преузму ризик како би спасли Јевреје.
Ставови преживелих Холокауста о пољском понашању током рата протежу се у широком распону, у зависности од њихових личних искустава. Неки су веома негативни, засновани на ставу хришћанских Пољака као пасивних сведока који су пропустили да делују и помогну Јеврејима јер су их прогонили или ликвидирали нацисти. Пољаци, који су такође били жртве нацистичких злочина, често су се плашили за сопствене и породичне животе и тај страх је спречио многе од њих да пруже помоћ, чак и ако су неки од њих осећали симпатије према Јеврејима. Емануел Рингелблум, пољско-јеврејски историчар Варшавског гета, критички је писао о индиферентним и понекад радосним одговорима у Варшави на уништење пољских Јевреја у гету. Међутим, Гунар С. Паулсон је изјавио да су пољски грађани Варшаве успели да подрже и сакрију исти проценат Јевреја као и грађани градова у западноевропским земљама. Паулсоново истраживање показује да је, барем што се тиче Варшаве, број Пољака који помажу Јеврејима далеко већи од оних који су продали своје јеврејске комшије нацистима. Током нацистичке окупације Варшаве, 70.000—90.000 пољских нејевреја је помагало Јеврејима, док је 3.000—4.000 било уцењивач који су сарађивали са нацистима у прогону Јевреја.

### Радни логори
Немачки нацисти су основали шест логора за истребљење у окупираној Пољској до 1942. године. Сви ови логори били су смештени у близини железничке мреже тако да се жртве могу лако превести. Систем логора је проширен током немачке окупације Пољске и њихове сврхе су биле разноврсне; неки су служили као транзитни логори, неки као логори за присилни рад, а већина као логори смрти. Док су били у логорима смрти, жртве обично убијане убрзо по доласку, у другим логорима су радно способни Јевреји радили и пребијани на смрт. Рад концентрационих логора зависио је од Капоса, сарадника-затвореника. Неки од њих су били сами Јевреји, а њихово кривично гоњење након рата створило је етичку дилему.
Између октобра 1939. и јула 1942. уведен је систем гета за затварање Јевреја. Варшавски гето био је највећи у читавом Другом светском рату, са 380.000 људи у подручју од 1.3 квадратних миља (3,4 km²). Лођски гето је био други по величини, са око 160.000 затвореника. Други велики јеврејски гетои у водећим пољским градовима су били Бијалисток гето у Бијалистоку, Лублински гето, Лвов Гето у данашњем Лвиву, итд. Гета су такође успостављена у стотинама мањих насеља и села широм земље. Пренатрпаност, прљавштина, смртоносне епидемије, тифус и глад, резултирали су бројним смртним случајевима.
Током окупације Пољске, Немци су користили различите законе да би одвојили етничке Пољаке од Јевреја. У гетима је становништво раздвојено стављањем Пољака на "Аријевску страну" а пољских Јевреја у "Јеврејску страну". Било који Пољак који је давао било какву помоћи јеврејском Пољаку био је погубљен. Други закон који су спровели Немци био је да је Пољацима забрањено да купују из јеврејских радњи, а ако су то учинили, они су били подвргнути погубљењу. Многи Јевреји су покушали побећи из гета у нади да ће пронаћи место за скривање изван њега, или да ће се придружити партизанским јединицама. Ако буду ухваћени, Немци ће убити побегле и оставити своја тела код других као упозорење другима. Упркос таквим терористичким тактикама, покушаји бекства из гета су се наставили до њихове ликвидације.
Од нацистичког терора који је владао у аријевским окрузима, шансе за успешно скривање зависиле су од течног познавања језика и од блиских веза са заједницом. Многи Пољаци нису били вољни да сакрију Јевреје који су можда побегли из гета или који су се можда скривали због страха за свој живот и живот својих породица.
Док је немачка политика према Јеврејима била немилосрдна и криминална, њихова политика према хришћанима који су помагали Јеврејима била је веома слична. Немци су често убијали нејеврејске Пољаке за мале прекршаје. Извршење за помоћ пружену Јеврејима, чак и најосновније врсте, било је аутоматско.
Скривање у хришћанском друштву у које су Јевреји били само делимично асимиловани био је тежак задатак. Требало је да брзо стекну не само нови идентитет, већ и ново знање. Многи Јевреји су говорили пољски са упечатљивим јеврејским или хебрејским нагласком, користили су другачији невербални језик, различите гестове и изразе лица. Јевреји са специфичним физичким карактеристикама били су посебно рањиви.
Неки појединци су уцењивали Јевреје и не-јеврејске Пољаке како би их сакрили и искористили су њихов очај сакупљајући новац или још горе, предајући их Немцима за награду. Гестапо је обезбедио стандардну награду онима који су информисали Јевреје скривени на 'Аријевској' страни, која се састојала од готовине, алкохола, шећера и цигарета.
Међу неким религиозним Јеврејима постојало је и веровање да је искусна патња била унапред одређена и да ће резултирати доласком Месије.
Да би одвратили Пољаке од пружања склоништа Јеврејима, Немци су често претраживали куће и уводили немилосрдне казне. Пољска је била једина окупирана земља за време Другог светског рата где су нацисти формално наметнули смртну казну за све који су пронашли склониште и помогли Јеврејима. Казна се не односи само на особу која је помагала, већ се проширила и на његову породицу, суседе, а понекад и на цела села. На тај начин Немци су применили принцип колективне одговорности чија је сврха била да подстакну суседе да се међусобно информишу како би избегли кажњавање. Природа ових политика била је широко позната и видно објављена од стране нациста који су настојали да тероришу пољско становништво.
Оброци хране за Пољаке били су мали (669 калорија дневно 1941. године) у поређењу са другим окупираним земљама широм Европе, а цене неопходне робе на црном тржишту биле су високе, фактори који су отежавали сакривање људи па је било готово немогуће сакрити читаве породице, посебно у градовима. Упркос овим драконским мерама које су наметнули нацисти, Пољска има највећи број награда праведника међу народима у Музеју Јад Вашем (6,339).
Пољска влада у егзилу била је прва (у новембру 1942) која је открила постојање нацистичких концентрационих логора и систематско истребљење Јевреја од стране нациста, преко курира Јана Карског  кроз активности Витолда Пилецког, члана Армије Крајове која је била једина особа која је волонтирала у Аушвицу и која је организовала покрет отпора унутар самог логора. Један од јеврејских чланова Националног савета пољске владе у егзилу извршио је самоубиство у знак протеста због незаинтересованости савезничких влада пред холокаустом у Пољској. Пољска влада у егзилу била је и једина влада која је основала организацију која је имала за циљ да помогне Јеврејима у Пољској.

### Варшавски гето
Варшавски гето  и његов устанак из 1943. године представљају оно што је вероватно најпознатија епизода ратне историје пољских Јевреја. Гето је основао немачки генерал-гувернер Ханс Франк 16. октобра 1940. године. У почетку је готово 140.000 Јевреја пресељено у гето из свих делова Варшаве. Истовремено је отприлике 110.000 Пољака присилно исељено из тог подручја. Немци су изабрали Адама Цернијакова да преузме одговорност за Јеврејски савет под називом Јуденрат састављен од 24 Јевреја који су наредили да се организују Јеврејски радни батаљони, као и Јеврејска гето полиција која би била одговорна за одржавање реда у зидовима гета. Један број јеврејских полицајаца био је корумпиран и неморалан. Ускоро су нацисти захтевали још више од Јуденрата и захтеви су били много окрутнији. Смрт је била казна за најмањи показатељ непоступања Јуденрата. Понекад је Јуденрат одбио да сарађује, у ком случају су његови чланови били убијени и замењени новом групом људи. Адам Цернијаков, који је био шеф Варшавског Јуденрата, извршио је самоубиство када је био принуђен да прикупља дневне листе Јевреја који ће бити депортовани у логор за истребљење Треблинке.
Становништво гета је до краја 1940. достигло 380.000 људи, што је око 30% становништва Варшаве. Међутим, величина гета је износила само око 2,4% од величине града. Немци су затворили гето из спољног света, градећи зид око њега до 16. новембра 1940. Током наредних годину и по дана, Јевреји из мањих градова и села били су доведени у Варшавски гето, док су тифус и гладовање задржали становнике на приближно истом броју. Просечни оброци хране за Јевреје у Варшави 1941. били су ограничени на 253 калорија и 669 калорија за Пољаке, за разлику од 2.613 кцал за Немце. 22. јула 1942. почела је масовна депортација становника Варшавског гета. Током наредних педесет и два дана (до 12. септембра 1942), око 300.000 људи је транспортовано теретним возом до логора за истребљење у Треблинки. Полицији Јеврејског гета је наређено да испрати становнике гета до железничке станице. Они су били ослобођени од депортација до септембра 1942. године, у замену за сарадњу, али су касније поделили своју судбину са породицама и рођацима. Дана 18. јануара 1943. група Гето милитаната устала је у првом Варшавском устанку. Милитанти су се одупрли немачким покушајима за додатне депортације у Аушвиц и Треблинку. Коначно уништење Варшавског гета уследило је четири месеца касније након сламања једне од најхрабријих и најтрагичнијих борби у рату, 1943. године у Варшавском гету.
Дана 19. априла 1943, нацистичке СС-трупе покренуле су ликвидацију гета. Становници гета дигли су се на устанак с прокријумчареним оружјем и оним из сопствене израде. СС јединице напале су с артиљеријом.
Марек Еделман који је био један од вођа устанка, изјавио је следеће чињенице о односу снага: "Побуњеника је било 220, а нациста 2 090. Немци су имали ваздухопловство, артиљерију, оклопна возила, минобацаче, 82 митраљеза, 135 пушака и 1358 карабина. Сваки устаник имао је револвер, пет запаљивих и пет ручних бомби. Сваки део гета имао је 3 карабина, а цели гето 2 мине и само један аутоматски пиштољ.
Нацисте је на почетку водио фон Замерн-Франкенег, али је замењен након фронталног напада, у којем је неколико СС војника убијено. Вођство је затим преузео Строп, који је успорио акцију. Устанак је трајао око месец дана.
Процењује се да је погинуло 16 нацистичких војника и најмање 7000 Јевреја. Око 42000 Јевреја депортовано је у концентрационе логоре Понијатова, Травники и Мајданек. Око 7000 Јевреја послано је у логор Треблинка.
Након устанка у Варшавском гету, уследили су други устанци у многим мањим градовима и градовима широм окупиране Пољске. Многи Јевреји су пронађени живи у рушевинама бившег Варшавског гета током општег устанка 1944. године када су се сами Пољаци уздигли против Немаца. Неки од преживелих устанака у Варшавском гету 1943. који су још увек били у логорима у близини или у близини Варшаве, ослобођени су током 1944. у Варшавском устанку, предвођеном пољским покретом отпора и одмах се прикључили пољским борцима. Само неколико њих је преживело. Пољски командант једне јеврејске јединице, описао их је као неке од најбољих бораца, увек на линији фронта. Око 166.000 људи изгубило је животе у Варшавском устанку 1944. године, укључујући можда чак 17.000 пољских Јевреја Немци су сравњени са Варшавом, а више од 150.000 Пољака је упућено у радне или концентрационе логоре. 17. јануара 1945. совјетска војска је ушла у уништену и скоро ненасељену Варшаву. Откривено је да се око 300 Јевреја скрива у рушевинама у пољском делу града.
Судбина Варшавског гета била је слична оној других гета у којима су били концентрисани Јевреји. Одлуком нацистичке Немачке да започне уништење Јевреја Европе, Рајнхард је почео 1942. године, отварањем логора за истребљење Белзец, Собибор и Треблинка, а затим Аушвиц, где су људи убијани у гасним коморама и масовним егзекуцијама. Многи су умрли од глади, глади, болести, мучења или псеудо-медицинских експеримената. Масовна депортација Јевреја из гета у ове логоре, као што се догодило у Варшавском гету, убрзо је уследила, а више од 1,7 милиона Јевреја је убијено само у камповима Рајнхард до октобра 1943. године.

## Комунистичка власт 1945—1989.
Процене пољских Јевреја пре рата варирају од нешто мање од 3 милиона до скоро 3,5 милиона (последњи попис на националном нивоу спроведен је 1931. године).
Тешко је утврдити број пољских Јевреја који су преживели холокауст. Већина преживелих пољских Јевреја били су појединци који су били у стању да пронађу избеглице на територијама Совјетског Савеза које нису прегазили Немци и тако били сигурни од холокауста. Процењује се да је између 250.000 и 800.000 пољских Јевреја преживело рат, од чега је између 50.000 и 100.000 преживелих из окупиране Пољске, а остатак преживелих који су га прешли у иностранство (углавном у Совјетски Савез).
После совјетске анексије више од пола Пољске на почетку Другог светског рата, сви пољски држављани, укључујући Јевреје, проглашени су од стране Москве да су постали совјетски држављани без обзира на рођење. Деценијама које долазе, совјетске власти су одбиле да прихвате чињеницу да су се хиљаде Јевреја који су остали у Совјетском Савезу свесно и недвосмислено одлучили за пољску националност. Крајем 1944. године, број пољских Јевреја у совјетским и совјетским територијама процењује се на 250.000 до 300.000 људи. Јевреји који су побегли у источну Пољску из подручја које је Немачка окупирала 1939. године бројали су око 198.000. Преко 150.000 њих је враћено у нову комунистичку Пољску заједно са јеврејским мушкарцима регрутованим у Црвену армију из Кресија 1940—1941. Њихове породице су погинуле у холокаусту. Неки од војника су се удавали за жене са совјетским држављанством, а други су пристали на папирне бракове. Они који су преживели Холокауст у Пољској били су Јевреји које су спасли Пољаци (већина породица са децом) и они који су се придружили пољском или совјетском покрету отпора. Око 20.000 до 40.000 Јевреја је враћено из Немачке и других земаља. На свом послератном врхунцу, до 240.000 Јевреја који су се враћали могли су боравити у Пољској углавном у Варшави, Лођу, Кракову, Вроцлаву и Доњој Шлеској и Бијелави.
Након Другог светског рата, Пољска је постала сателитска држава Совјетског Савеза, са источним регионима придруженим Унији, а западне границе проширене су на некадашње немачке територије источно од река Одре и Лужичке Нисе. То је приморало милионе да се преселе. Жидови који су преживели повратак у своје домове у Пољској сматрали су да је практично немогуће реконструисати своје предратне животе. Због померања граница, неки пољски Јевреји су установили да су њихови домови сада у Совјетском Савезу; у другим случајевима, преживели повратници су били немачки Јевреји чији су домови сада били под пољском јурисдикцијом. Јеврејске заједнице и јеврејски живот онако како је постојао су нестали, а Јевреји који су некако преживели холокауст често су открили да су њихови домови опљачкани или уништени.
Неки Јевреји који су се враћали наишли су на антисемитски став у пољским администрацијама за запошљавање и образовање. Послератне радне исправе садржале су ознаке које су разликовале Јевреје од не-Јевреја. Јеврејска заједница известила је у дугом извештају жалбе у вези са дискриминацијом на послу. Иако су јеврејске школе створене у неколико градова са релативно великим јеврејским становништвом, многа јеврејска деца уписана су у пољске државне школе. Неке државне школе, као у граду Отвок, забраниле су упису јеврејске деце. У државним школама које су дозвољавале јеврејску децу, било је бројних прича о премлаћивањима и прогонима који су циљали на ову децу.
Антијеврејско насиље у Пољској односи се на низ насилних инцидената у Пољској који су одмах уследили након завршетка Другог светског рата у Европи. То се догодило усред периода насиља и анархије широм земље, узрокованог безакоњем и антикомунистичким отпором против комунистичког преузимања Пољске под покровитељством Совјетског Савеза. Тачан број јеврејских жртава је предмет расправе из 327 документованих случајева и распоном, који су проценили различити писци, од 400 до 2.000. Јевреји су чинили између 2% и 3% од укупног броја жртава послератног насиља у земљи, укључујући и пољске Јевреје који су успели побећи од холокауста на територијама Пољске који су прикључени Совјетском Савезу и вратили се након промене границе наметнуте од стране савезника на конференцији у Јалти. Инциденти су се кретали од појединачних напада до погрома.
У многим другим случајевима, Јевреји који су се враћали још увек су се сусретали са претњама, насиљем и убијањем од својих пољских суседа, намерно и организовано. Људи у заједници често су знали за ова убиства и затваралии очи или нису саосећали са жртвама. Јеврејске заједнице су одговориле на ово насиље пријавивши насиље Министарству јавне управе, али им је пружена мала помоћ. Јеврејски наследници су често убијани (чак 1500) када су покушавали повратити имовину.
Неколико узрока довело је до анти-јеврејског насиља 1944—1947. Један од разлога је био традиционални хришћански антисемитизам; погром у Кракову (11. август 1945) уследио је након оптужби за ритуално убиство. Други узрок био је непријатељство пољског племства према комунистичком преузимању. Иако је веома мало Јевреја живело у послератној Пољској, многи Пољаци су веровали да доминирају комунистичким властима, веровањем израженим у изразу јудокомуна (Јудео-комунисти), популарном анти-јеврејском стереотипу. Још један разлог за пољско насиље према Јеврејима произашао је из страха да ће преживели повратити своју имовину.
Узастопни закони о реституцији "напуштене имовине" од 2. марта 1945. 6. маја 1945. и 8. марта 1946. су били на снази до краја 1948. године, омогућили су власницима одузете имовине током рата или, ако су умрли, рођаци (деца, унуци, родитељи, дедови и баке, супружници и браћа и сестре), било да бораве у Пољској или изван земље, како би повратили приватну имовину која није била подвргнута национализацији путем поједностављене, убрзане и далеко јефтиније процедуре од редовног грађанским поступцима. Овај поједностављени процес примењен је првенствено у корист Јевреја. Док се крајем 1955. године неоткривена напуштена имања постану национализована, таква лица, као и удаљенији рођаци, могла су потраживати имовину преминулих власника по редовним грађанским поступцима. Закони о реституцији из 1945. и 1946. године донети су са намером да ограниче јеврејске захтеве за реституцију. Све друге некретнине које су конфисковане од стране нацистичког режима су сматране "напуштеним"; међутим, чињеница да је већина пољских Јевреја умрла, у вези са чињеницом да су нацисти званично одузели само јеврејску имовину, указују на то да је "напуштена имовина" била једнака "јеврејској имовини". У годинама 1948—1971 комунистичка влада у Пољској потписала је неколико уговора са 14 других земаља у којима су били бивши власници некретнина плаћали еквивалент данашњих 1,2 милијарде злота. У 1960. години, споразум потписан између Народне Републике Пољске и Сједињених Држава условио је да Захтеви за компензацију у САД морају бити упућени америчкој влади, пошто је Пољска исплатила 40 милиона долара (у вредности од 1960) америчким властима.
Генерално, реституција је била лакша за велике организације или добро повезане особе . Већина јеврејских тужилаца није могла да приушти процес реституције без финансијске помоћи због трошкова подношења, судских такси и пореза на наслеђе. Осиромашени подносиоци захтева могли би ипак добити ослобођење од плаћања судских трошкова; финансијску и правну помоћ пружиле су разне јеврејске организације.
Чак и ако су Јевреји повратили контролу де јуре, већина имовине је већ била заузета и захтевала је додатне дуготрајне поступке. Међутим, покушај повратка заузете имовине често доводи тужиоца у опасност од физичких повреда, па чак и смрти. Према Јану Гросу, "није постојала друштвена норма која би обавезала повратак јеврејске имовине, никакав уочљив друштвени притисак који такво понашање дефинише као праву ствар, а неформални механизам друштвене контроле намеће осуду за другачије поступање.
Према америчкој књизи јеврејске године, “Повратак јеврејске имовине, ако је власник или његов потомак, а ако не подлеже државној контроли, одвијао се мање или више глатко.” , на основу студија судских списа неколико историчара закључују да су "релативно многи" Јевреји били у стању да поврате бивше јеврејске некретнине. У Шчебжешину, “типичном” малом граду у Лублинској провинцији, најмање једна трећина од 210 приватних поседа који су припадали Јеврејима успешно је опорављена до 1950. године, а скоро сва ова имовина била је врло брзо продата Пољацима. Слична је ситуација и у другим градовима у провинцији Лублин.
Све у свему, тешко је проценити колико је Јевреја вратило имовину. Истраживање судских списа закључило је да је враћено поседовање "релативно великог броја поседа". Деценијама касније, повратак предратне имовине дове је до бројних контроверзи, а питање се још увек расправља у медијима и научницима крајем 2010. године. Треба узети у обзир незапамћене губитке и јеврејског и пољског становништва и масовно уништење које је проузроковала нацистичка Немачка, као и ширење Совјетског Савеза и комунизма на пољске територије након рат, који је диктирао имовинске законе за наредних 50 година.
Из разних разлога, велика већина повратника јеврејских преживелих напустила је Пољску убрзо након завршетка рата. Многи су отишли на Запад јер нису хтели живети под комунистичким режимом. Неки су отишли због прогона с којим су се суочили у послератној Пољској и зато што нису хтели живети тамо где су убијени чланови њихове породице, те су се уместо тога договорили да живе с родбином или пријатељима у различитим западним демократијама. Други су хтели да оду у британски мандат у Палестини ускоро као нова држава Израел, посебно након што је генерал Маријан Спичлски потписао декрет којим се Јеврејима дозвољава да напусте Пољску без виза или дозвола за излазак. 1946—1947. Пољска је била једина земља Источног блока која је дозволила бесплатан јеврејски азил у Израел без виза или дозвола за излазак. Британија је захтевала од Пољске да заустави егзодус али је њихов притисак углавном био неуспешан.

### После 1968.
Велика већина од 40.000 Јевреја у Пољској до краја шездесетих година била је потпуно асимилована у шире друштво. Међутим, то их није спречило да постану жртве кампање, централно организоване од стране Пољске комунистичке партије, са совјетском подршком који су изједначили јеврејско порекло са "ционизмом" и нелојалношћу социјалистичкој Пољској.
У марту 1968. студентске демонстрације у Варшави дала је Гомулкиној влади изговор да покушају да каналишу јавно анти-владино расположење. Тако је његов шеф безбедности, Моцзар, искористио ситуацију као изговор за покретање антисемитске кампање за штампу (иако је званично употребљен израз "ционист"). Државна кампања "анти-циониста" резултирала је уклањањем Јевреја из Пољске удружене радничке партије и са наставничких позиција у школама и на универзитетима. Године 1967—71, под притиском економских, политичких и тајних полицајаца, преко 14.000 пољских Јевреја одлучило је да напусти Пољску и да се одрекне свог пољског држављанства. Званично је речено да су одлучили да оду у Израел. Међутим, само их је око 4000 заиста отишло тамо; населили су се широм Европе и у Сједињеним Државама. Лидери комунистичке партије покушали су да угуше текуће протесте и немире тако што су жртвовали Јевреје. Истовремено, у самој странци се водила борба за власт, а антисемитску кампању је користила једна фракција против друге. Такозвана "партизанска" фракција окривила је Јевреје који су били на положају током стаљинистичког периода за нереде који су се догодили, али крајњи резултат је био да је већина преосталих пољских Јевреја, без обзира на њихову позадину или политичку припадност, била мета напада комунистичке власти.

## Период после 1989.
Падом комунизма у Пољској, јеврејски културни, друштвени и религиозни живот пролази кроз препород. Многа историјска питања, посебно повезана са Другим светским ратом и периодом од 1944. до 1989. године, потиснута комунистичком цензуром, поново су процењена и јавно дискутована (као што су погром Једвабне, масакр Канукаљ, погром из Кијелца, логор у Аушвицу и пољско-јеврејски ратни односи уопште).
Јеврејски религиозни живот је оживљен уз помоћ Фондације Роналда Лаудера и Фондације Таубе за јеврејски живот и културу. Постоје два рабина који служе пољској јеврејској заједници, неколико јеврејских школа и придружених летњих кампова, као и неколико часописа и серија књига које спонзоришу горе наведене фондације. Програми јеврејских студија се нуде на већим универзитетима, као што су Варшавски универзитет и Јагелонски универзитет. Савез јеврејских верских заједница у Пољској основан је 1993. године. Његова сврха је промоција и организација јеврејских верских и културних активности у пољским заједницама.
Бивши логори, Аушвиц-Биркенау, Мајданек и Треблинка, су отворени за посетиоце. У Аушвицу у Државном музеју тренутно се одржавају изложбе о нацистичким злочинима са посебним одељком који је посебно фокусиран на јеврејске жртве и мученике. У Треблинки се налази споменик изграђен од многих крхотина ломљеног камена, као и маузолеј посвећен онима који су тамо погинули. Мала гомила људског пепела обележава 350.000 жртава логора Мајданек које су тамо убили нацисти. Јеврејско гробље, Лођ је једно од највећих јеврејских гробница у Европи, а сачувани историјски локалитети укључују оне у Гора Калварија и Лезајск.

## Демографија
| Година       | 1921                 | 1939                             | 1945                   | 1946                    | 1951                  | 1960                  | 1970                 | 1980                 | 1990                 | 2000                | 2010                |
| ------------ | -------------------- | -------------------------------- | ---------------------- | ----------------------- | --------------------- | --------------------- | -------------------- | -------------------- | -------------------- | ------------------- | ------------------- |
| Становништво | 2.845.000,3 (+14,2%) | 3,250,000 (100%) 9,14% од тотала | 100.000 (−96,9%) 0,43% | 230.000 (+130,0%) 0,97% | 70.000 (−69,6%) 0,28% | 31.000 (−55,7%) 0,10% | 9.000 (−71,0%) 0,03% | 5.000 (−44,4%) 0,01% | 3.800 (−24,0%) 0,01% | 3.500 (−7,9%) 0,01% | 3.200 (−8,6%) 0,01% |